# Бринк, Марк
Марк Бринк Кристенсен (дат. Mark Brink Christensen; 15 марта 1998 года, Эсбьерг, Дания) — датский футболист, полузащитник клуба «Норшелланн».

## Клубная карьера
Является уроженцем города Эсбьерг и воспитанником одноимённой команды. В марте 2015 года получил приз самому талантливому игроку Дании. Осенью 2015 года начал тренировки с основным составом. 4 апреля 2016 года дебютировал в датской Суперлиге в возрасте 18 лет поединком против «Виборга», выйдя в стартовом составе и будучи заменённым на 62-й минуте Лассе Рисе.

## Карьера в сборной
Игрок юношеских сборных Дании всех возрастов. Принимал участие в отборочных матчах к юношеским чемпионатам Европы, однако в финальную часть вместе с командой не выходил.